# Alegeri în Israel
Alegerile în Israel sunt bazate pe o reprezentare proporțională la nivel național. Numărul de locuri primit de fiecare partid în Knesset este proporțional cu numărul de voturi pe care le-a primit. Alegerile se fac o dată la patru ani, deși majoritatea guvernelor din istoria Israelului nu au avut un mandat complet. Israelul dispune de un sistem de mai multe partide bazat pe coaliția guvernelor. Vârsta legală de a vota pentru cetățenii israelieni este de 18 ani. Alegerile sunt supravegheate de Comitetul Central de Alegeri și sunt realizate în conformitate cu legea alegerilor Knesset.

## Procedura electorală
Alegerile pot fi ținute mai devreme prin votul acordat de majoritatea membrilor Knesset sau printr-un decret al președintelui, și apar în mod normal cu ocazia impasului politic și incapacitatea Guvernului de a obține sprijinul Parlamentului pentru politica sa. Nerespectarea obținerii sumei pentru bugetul anual aprobat de Knesset la data de 31 martie ( la 3 luni dupa începerea anului fiscal) duce de asemenea la alegeri timpurii. Sistemul electoral israelian are un prag electoral de 2%, făcându-l mai favorabil partidelor mici, decât sistemele folosite în alte țări.
În 1992, Israel a adoptat un sistem de alegeri direct al Prim Ministrului. Primul Ministru a fost ales direct, separat de guvernele stabile Knesset (alegerile din 2001 au ținut mai puțin de 2 ani după cea anterioară) și a condus la fragmentarea în continuu a Parlamentului.
Israelul are și un președinte, dar rolul lui nu prezintă o autoritate adevarată, adevărata putere a Guvernului fiind în mâinile Prim Ministrului. Orice cetățean israelian de peste 21 de ani poate fi ales în Knesset, cu excepția celora care au mai multe poziții înalte în serviciul civil și a ofițerilor sau a soldaților ( aceștia ar trebui să renunțe la postul lor înainte de alegeri), a soldaților cu obligații de serviciu și criminalii care au fost condamnați la închisoare mai mult de 3 luni ( până ce trec 7 ani de la depășirea termenului de condamnare).
Cetățenii aleg dintr-o varietate de partide care în final formează o coaliție în Knesset. Cetățenii nu aleg reprezentanți individuali ci mai degrabă aleg politicieni care fac parte dintr-un partid. Cele 120 de locuri din Parlament sunt alocate proporțional cu ponderea voturilor pentru fiecare partid. Cu toate acestea, fiecare partid trebuie să obțină minim 2% din totalul voturilor pentru a avea un loc în Knesset. Alegerile naționale sunt ținute o dată la 4 ani, cu toate acestea, alegeri timpurii au avut loc.

## Metoda de vot
În timp ce majoritatea țărilor folosesc un sistem de vot manual unde fiecare om care votează marchează un pătrățel pentru un candidat sau îi numerotează, Israelul are o metodă de vot mai neobișnuită. Până la intrarea în secția de votare, alegătorul primește un plic oficial și este condus către o cabină de vot. În cabină se găsesc mai multe buletine de vot pentru fiecare partid. Alegătorul ia hârtia cu partidul pe care dorește să îl voteze, o pune în plic , o sigilează și după aceea pune plicul în urnă.

## Sistemul de vot
Buletinele de vot conțin informații minime. Sunt imprimate cu litere ale partidului, numele întreg sau un slogan. Fiecare partid publică scrisoarea sa înainte de ziua de alegeri, cu cât mai multe afișe electorale. Cum multe partide politice din Israel sunt cunoscute după acronimul lor, pot scrie numele lor pe buletinele de vot cu doar 2-3 litere. Altele scriu o frază reprezentativă pe buletinele de vot. Sistemul are avantajul de a fi simplu de folosit și pentru cei cu o educație limitată.